# Dramaturg
Dramaturg (grško δραματoυρoς dramatourgos, iz drama /dejanje/ in ergein /delati/), je bil prvotno pisec dramskih del, sedaj pa je umetniški svetovalec gledališkega vodstva ali televizijskega uredništva, ki sestavlja programski načrt, sodeluje z dramskimi pisatelji, prireja ali pa popravlja igre za prikazovanje v gledališču ali televiziji.
Pojem dramaturg je ustvaril nemški pesnik, dramatik in filozof Lessing, obdržal pa se je predvsem v nemških ter je neznan v romanskih in anglosaksonskih gledališčih.